# Ornithonyssus sylviarum
Ornithonyssus sylviarum (på engelska Northern fowl mite) är ett kvalster som lever som ektoparasit hos fåglar och som kan orsaka problem i fjäderfäbesättningar. Till utseendet är den lik röda hönskvalster (Dermanyssus gallinae) och för en säker bestämning behöver djuret undersökas i mikroskop. O. sylviarum är ovanlig i Sverige och har endast påträffats hos hobbybesättningar av höns och kalkoner, men är ett stort problem i Nordamerika. Till skillnad från det röda hönskvalstret lever O. sylviarum hela sin livscykel på värddjuret och infesterade fjäderfä kan visa symptom som hudinflammation och smutsig fjäderdräkt kring kloaken, som på flocknivå kan påverka äggproduktionen i en besättning. För att gå igenom livscykeln krävs flera blodmål från värddjuret och hela processen från ägg, via larv- och nymfstadier till reproducerande adult klaras av på ungefär en vecka.